# Onychelus obustus
Onychelus obustus är en mångfotingart som beskrevs av Cook 1904. Onychelus obustus ingår i släktet Onychelus och familjen Atopetholidae. Inga underarter finns listade i Catalogue of Life.